# Criptozoologia

Desenhos da forma do Monstro do lago Ness, uma das criptocriaturas mais famosas.

Criptozoologia é uma pseudociência folclórica que procura demonstrar a sobrevivência de espécies animais extintas (dinossauros, pterossauros, grandes mamíferos do Plistocénico...) ou a existência real de outras que são conhecidas apenas através de mitos ou "evidências" de veracidade duvidosa (Monstro do Lago Ness, Yeti, Bigfoot, etc.). O termo foi cunhado sobre as expressões cripto- (do grego kryptós, é, ón 'oculto') e zoologia (o ramo da ciência que estuda os animais).

## Ver também

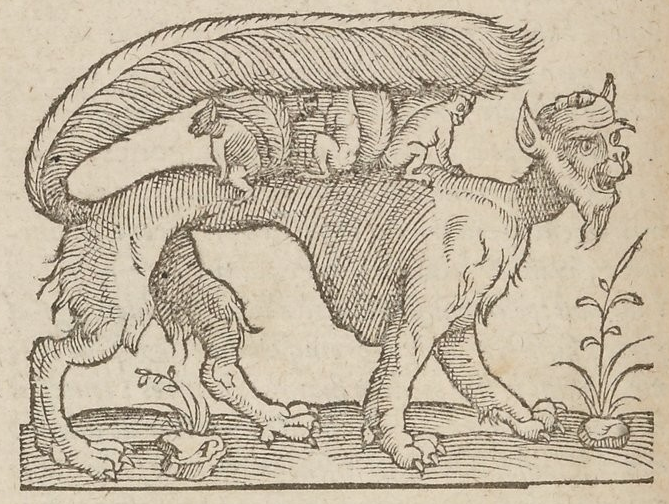
Criptídeo de André Thevet